# آی‌سی‌جی‌وی پر
آی‌سی‌جی‌وی پر (به انگلیسی: ICGV Þór) یک کشتی است که طول آن ۹۳٫۸۰ متر (۳۰۷٫۷ فوت) و ارتفاع آن ۳۰ متر (۹۸ فوت) می‌باشد. این کشتی در سال ۲۰۰۹ ساخته شد.